# NGC 2493
NGC 2493 est une galaxie lenticulaire située dans la constellation du Lynx. NGC 2493 a été découverte par l'astronome germano-britannique William Herschel en 1788.

## Caractéristiques
Sa vitesse par rapport au fond diffus cosmologique est de 4 050 ± 18 km/s, ce qui correspond à une distance de Hubble de 59,7 ± 4,2 Mpc (∼195 millions d'al).
À ce jour, une mesure non basée sur le décalage vers le rouge (redshift) donne une distance d'environ 55,000 Mpc (∼179 millions d'al). Cette valeur est tout juste à l'extérieur des valeurs de la distance de Hubble. Notons cependant que c'est avec la valeur moyenne des mesures indépendantes, lorsqu'elles existent, que la base de données NASA/IPAC calcule le diamètre d'une galaxie et qu'en conséquence le diamètre de NGC 2493 pourrait être d'environ 38,2 kpc (∼125 000 al) si on utilisait la distance de Hubble pour le calculer.

## Groupe de NGC 2415
NGC 2493 fait partie d'un groupe de galaxies d'au moins 9 membres, le groupe de NGC 2415. Outre NGC 2493 et NGC 2415, les autres du groupe sont NGC 2444, NGC 2445, NGC 2476, NGC 2524, NGC 2528, UGC 3937 et UGC 3944.